# Chất ức chế enzym

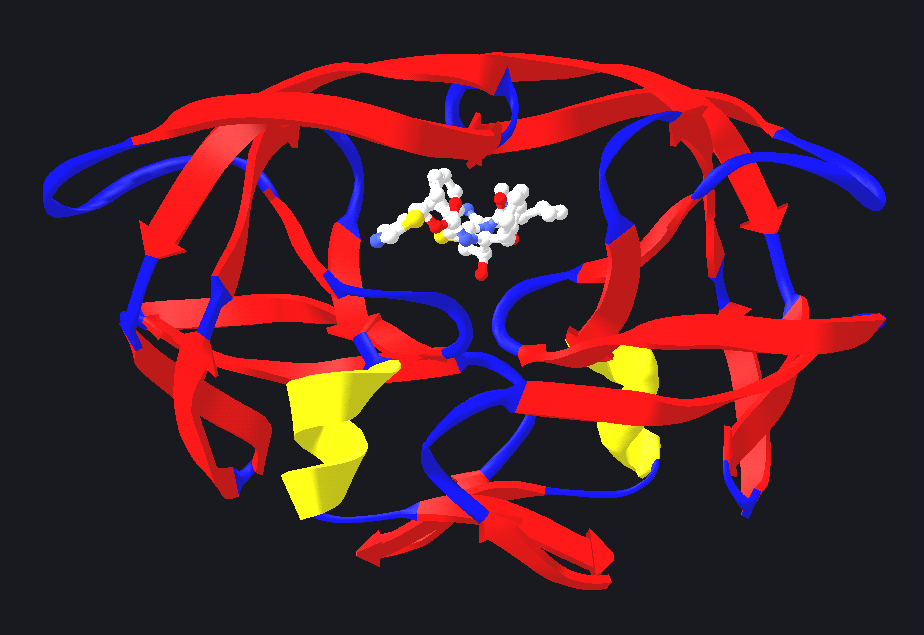
Protease HIV trong phức chất cùng với chất kìm hãm protease ritonavir. Cấu trúc protease có màu đỏ, xanh và vàng. Chất kìm hãm hình tròn nhỏ hơn có màu đỏ, ở gần tâm. Created from PDB 1HXW.

Chất ức chế enzym hay chất kìm hãm enzym là phân tử liên kết với enzym và làm giảm hoạt độ của enzym. Việc làm giảm hay mất hoạt độ enzym có thể tiêu diệt vi sinh vật gây bệnh hoặc thay đổi cân bằng tiêu hóa nên nhiều loại tân dược có bản chất là chất kìm hãm enzym.

## Chất kìm hãm thuận nghịch

### Các dạng chất kìm hãm thuận nghịch
Chất kìm hãm thuận nghịch liên kết với các enzym bằng các liên kết (tương tác) phi đồng hóa trị như  liên kết hydro, tương tác hydrophobic và liên kết ion. Các liên kết yếu giữa chất kìm hãm và trung tâm hoạt động của enzym tạo nên kiểu liên kết đặc thù. So với cơ chất và chất kìm hãm không thuận nghịch, nói chung các chất kìm hãm thuận nghịch không có phản ứng hóa học với enzym và có thể loại bỏ dễ dàng bởi chất pha loãng hoặc chất thẩm tách.

Chất kìm hãm cạnh tranh: cơ chất (S) và chất kìm hãm (I) cạnh tranh tại trung tâm hoạt động của enzym.

Có bốn loại chất kìm hãm enzym thuận nghịch, phân loại theo ảnh hưởng của sự thay đổi nồng độ cơ chất enzym theo chất kìm hãm.
| - Trong kìm hãm cạnh tranh, cơ chất và chất kìm hãm không liên kết với enzym ở cùng thời điểm. Nguyên nhân là do chất kìm hãm có áp lực đối với trung tâm hoạt động của enzym cùng vị trí với liên kết giữa cơ chất và enzym; cơ chất và chất kìm hãm cùng cạnh tranh để xâm nhập trung tâm hoạt động của enzym. Có thể khắc phục kiểu kìm hãm này bằng cách bổ sung cơ chất với nồng độ cao (Vmax giữ không đổi). Tuy nhiên, Km biểu kiến sẽ tăng lên cho đến khi đạt đến điểm Km tức là 1/2 Vmax. Chất kìm hãm cạnh tranh thường có cấu trúc tương tự với cơ chất thực sự. - Trong kìm hãm phi cạnh tranh, chất kìm hãm chỉ liên kết với phúc cơ chất-enzym. Ở kiểu kìm hãm này, Vmax giảm (vận tốc cực đại do phức bị giảm hoạt tính) và Km giảm. - Trong kìm hãm hỗn hợp, chất kìm hãm liên kết với enzym đồng thời với cơ chất của enzym. Tuy nhiên, liên kết của chất kìm hãm tác động lên liên kết của cơ chất và ngược lại. Có thể hạn chế kiểu kìm hãm này bằng cách tăng nồng độ cơ chất nhưng không thể loại bỏ chúng. Mặc dù có các chất kìm hãm dạng hỗn hợp liên kết với trung tâm hoạt động của enzym nhưng kiểu kìm hãm này nhìn chung là kết quả của tác động allosteric khi các chất kìm hãm liên kết với enzym tại vị trí khác trung tâm hoạt động của enzym. - Kìm hãm không cạnh tranh là dạng kìm hãm hỗn hợp trong đó liên kết của chất kìm hãm với enzym làm giảm hoạt độ của enzym nhưng không ảnh hưởng đến liên kết của cơ chất. Kết quả là, việc tăng mức độ kìm hãm chỉ phụ thuộc vào nồng độ chất kìm hãm. Vmax sẽ giảm nhưng Km sẽ giữ không đổi. |

### Miêu tả định lượng về kìm hãm thuận nghịch
Kìm hãm thuận nghịch có thể được miêu tả định lượng thông qua liên kết của chất kìm hãm với enzym và với phức cơ chất-enzym cũng như ảnh hưởng đến động lực học enzym. Trong động lực học Michaelis-Menten cổ điển, enzym (E) liên kết với cơ chất của nó (S) tạo thành phức enzym–cơ chất ES. Dưới tác động của chất xúc tác, phức chất này bị phá vỡ và giải phóng sản phẩm P và enzym. Chất kìm hãm (I) có thể liên kết với  E hoặc với ES, với hằng số phân li tương ứng Ki hay Ki'.